# Ernst Bloch

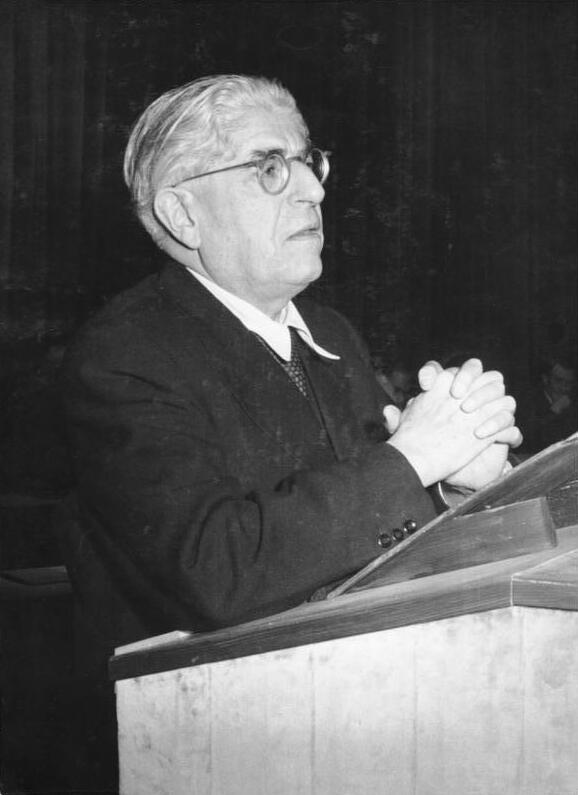
Ernst Bloch

Ernst Simon Bloch (Ludwigshafen am Rhein, 8 juli 1885 – Tübingen, 4 augustus 1977) was een Duits neomarxistisch filosoof en atheïstisch theoloog.
Bloch werd geboren in een joods gezin in Ludwigshafen, de moderne, grauwe industriestad die tegenover Mannheim ligt. 

## Kern van zijn denken
Kern van zijn denken is het besef dat het zijn nog niet af is en dat de mens een bewustzijn heeft van het zijn dat nog moet komen. Dit vormt ook de basis van het menselijk verlangen naar utopie, hoop en toekomst. Bloch ontwikkelde een zijnsleer van het nog-niet-zijn en plaatste tegenover het freudiaanse begrip van het onbewuste het begrip van het bewustzijn van het nog-niet.

## Hoofdwerken
Grote invloed heeft zijn eerste werk, Geist der Utopie uit 1918, gehad op auteurs en filosofen. In het werk wordt met name de invloed van het literaire expressionisme duidelijk en blijkt zijn grote belangstelling voor fysica, het Duits idealisme, religie en muziek.
Zijn bekendste werk is het over zes jaar tot drie boekdelen uitgegroeide Das Prinzip Hoffnung, dat een encyclopedie van dromen en wensen bevat.

## Secundaire literatuur
- Heinz Kimmerle, Ernst Bloch zum Gedächtnis. In: Zeitschrift für philosophische Forschung, vol. 32, 1978, nr. 2, pp. 290-293
- Burghart Schmidt, Ernst Bloch. Stuttgart, J.B. Metzler, 1985
- Werner Raupp: Ernst Bloch, in: Biographisch-Bibliographisches Kirchenlexikon (BBKL), deel 14, Herzberg: Bautz 1998 (ISBN 3-88309-073-5), kol. 783–810 (met gedetailleerde bibliografie).
- Rainer E. Zimmermann (Hrsg.), Ernst Bloch - das Prinzip Hoffnung. Walter de Gruyter, 2016

- Bibsys: 90055897
- Biblioteca Nacional de España: XX868590
- Bibliothèque nationale de France: cb11892375r (data)
- Catàleg d'autoritats de noms i títols de Catalunya: 981058523114206706
- CiNii: DA00403313
- Gemeinsame Normdatei: 118511742
- Historisch woordenboek van Zwitserland: 029441
- International Standard Name Identifier: 0000 0001 0922 9942
- Library of Congress Control Number: n80017827
- Nationale Bibliotheek van Letland: 000000288
- MusicBrainz: ea7a5c80-380c-46a0-be9c-7a828ea93f43
- Mathematics Genealogy Project: 177457
- Bibliotheek van het Japanse parlement: 00433534
- Nationale Bibliotheek van Tsjechië: jn19990000849
- Nationale bibliotheek van Australië: 35849762
- Nationale Bibliotheek van Israël: 987007258884705171
- Nationale Bibliotheek van Polen: a0000001182439
- Nationale en Universitaire bibliotheek Zagreb: 000035592
- Nederlandse Thesaurus van Auteursnamen: 068378165
- Réseau des bibliothèques de Suisse occidentale: 02-A003014265
- Istituto Centrale per il Catalogo Unico: CFIV047761
- LIBRIS: 281451
- SNAC: w6xh3tvn
- Système universitaire de documentation: 026732904
- Trove: 1115042
- Union List of Artist Names: 500269247
- Virtual International Authority File: 88956296
- WorldCat: E39PBJwCXDrqFMW6XqJp7FcMfq